# Serica psammobunus
Serica psammobunus är en skalbaggsart som beskrevs av Hardy 1987. Serica psammobunus ingår i släktet Serica och familjen Melolonthidae. Inga underarter finns listade i Catalogue of Life.